# Мандип Гил
Мандип Каур Гил (енгл. Mandip Kaur Gill; Лидс, 5. јануар 1988) је британска глумица. Гилова је најпознатија по улози Јасмин Кан у научно-фантастичној серији Доктор Ху.